# Les Hauts-de-Forterre
Les Hauts-de-Forterre es una comuna nueva francesa situada en el departamento de Yonne, de la región de Borgoña-Franco Condado.

## Historia
Fue creada el 1 de enero de 2017, en aplicación de una resolución del prefecto de Yonne de 16 de agosto de 2016 con la unión de las comunas de Fontenailles, Molesmes y Taingy, pasando a estar el ayuntamiento en la antigua comuna de Taingy.

## Demografía
| Gráfica de evolución demográfica de Les Hauts-de-Forterre entre 1800 y 2013 |
|                                                                             |

Los datos entre 1800 y 2013 son el resultado de sumar los parciales de las tres comunas que forman la nueva comuna de Les Hauts-de-Forterre, cuyos datos se han cogido de 1800 a 1999, para las comunas de Fontenailles, Molesmes y Taingy de la página francesa EHESS/Cassini. Los demás datos se han cogido de la página del INSEE.

## Composición
| Comuna delegada | Código INSEE | Población (2013) | Superficie (km²) | Densidad (hab./km²) |
| --------------- | ------------ | ---------------- | ---------------- | ------------------- |
| Fontenailles    | 89174        | 68               | 2.76             | 28                  |
| Molesmes        | 89260        | 161              | 9.50             | 17                  |
| Taingy          | 89405        | 310              | 20.81            | 15                  |